# Borgo Milano
Borgo Milano è un quartiere di Verona, facente parte della III circoscrizione ed è abitato da 41.601 persone.
Si trova nella parte ovest della città, per l'appunto in direzione Milano.

## Geomorfologia
L'attuale conformazione del territorio occidentale di Verona è il risultato di fenomeni alluvionali ed erosivi avvenuti tra i 250.000 e i 10.000 anni fa. Nella zona tra Borgo Milano e San Zeno si depositarono dei sedimenti di origine fluviale (per le diverse migrazioni dell'alveo dell'Adige), insieme ad altri depositi di sabbia e limi si formarono anche per trasporto eolico (loess) nella zona di San Zeno e di Borgo Milano. L'area della Spianà è situata in prossimità della scarpata che divide la zona depressa del “piano di divagazione dell'Adige” e la zona più elevata del “conoide dell'Adige".

## Storia
L'origine di Corso Milano è da rintracciare al periodo romano; nel I sec. d.C. si mise appunto un
generale piano di sistemazione dell'assetto stradale del Nord della penisola per facilitare lo spostamento delle truppe militari, facendo nascere la “Gallica”. Il tracciato non è ancora ben noto, forse la strada si staccava dalla via Postumia più ad ovest dell'arco dei Gavi in direzione nord, tenendosi alle spalle della basilica di S. Zeno. Questo percorso è suggerito dalla presenza sia di una vasta necropoli, sostanzialmente tardo antica, che si estende tra piazza Corrubbio, piazza Pozza e via Spagna e sia di ampie aree funerarie verso il fiume, quelle di via da Vico e vicolo caserma Chiodo. Il tracciato in prossimità di viale Cristoforo Colombo avrebbe piegato bruscamente verso ovest, in direzione viale Sicilia-via Doria, nei cui pressi, nel 1962, vennero alla luce due tombe e un'iscrizione funeraria.
Nell'ottavo secolo venne realizzata la prima chiesa dedicata a San Massimo, insieme a una piccola zona abitata, all'incrocio tra viale Cristoforo Colombo e Corso Milano. Fu distrutta dagli Ungari e ricostruita nel 981 presso gli attuali "Giardini d'Estate". Col tempo si sviluppò intorno alla chiesa un borgo extramurale di cospicue dimensioni (San Massimo fuori le mura), mentre la chiesa ospitò anche, intorno al 1365, una piccola comunità di monache benedettine (monasterium Sancti Maximi penes muros burgorum civitatis Verone).
In epoca scaligera e soprattutto durante la prima dominazione veneziana (1405-1517) l'insediamento di San Massimo, seppur rimasto all'esterno della cinta muraria, crebbe di dimensioni e nel 1409 risultava aggregato a fini fiscali al quartiere cittadino della Beveraria (Beveraria cum Sancto Maximo), confinante con quello di San Zeno.
Nel 1518 tutti gli edifici al di fuori delle mura cittadine vennero rasi al suolo per esigenze di difesa della città, facendo così sorgere La Spianà. Il piccolo abitato si trasferì nella zona dell'attuale San Massimo.
In alcune stampe dell'Ottocento si nota oltre Porta San Zeno un piccolo tratto che indica una strada, con la breve indicazione: "strada per Brescia". Era un'informazione data probabilmente più per amore di precisione che per effettiva utilità, vista la rarità dei viaggiatori in un'epoca che per il turismo era ancora preistoria. Era dunque questo, in origine, corso Milano: semplicemente la "strada per Brescia", una strada in aperta campagna, fra campi coltivati e terra incolta, senza auto e probabilmente con rare carrozze, solo qualche carro e contadini a piedi.

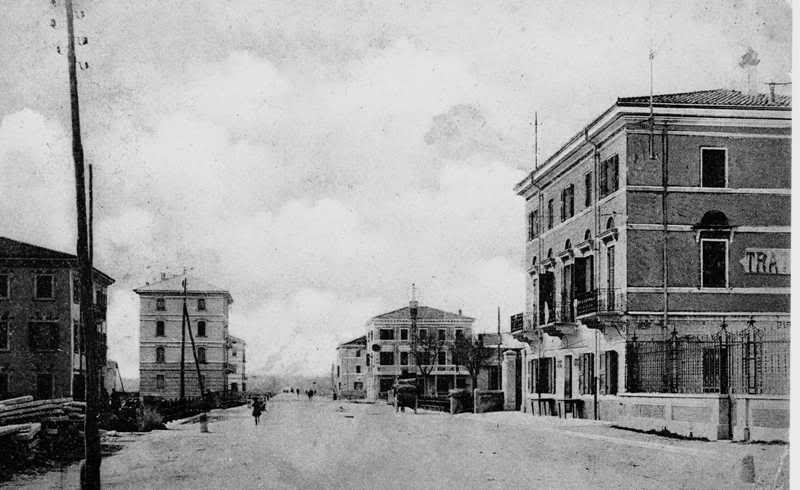
Corso Milano come si presentava nel 1915.

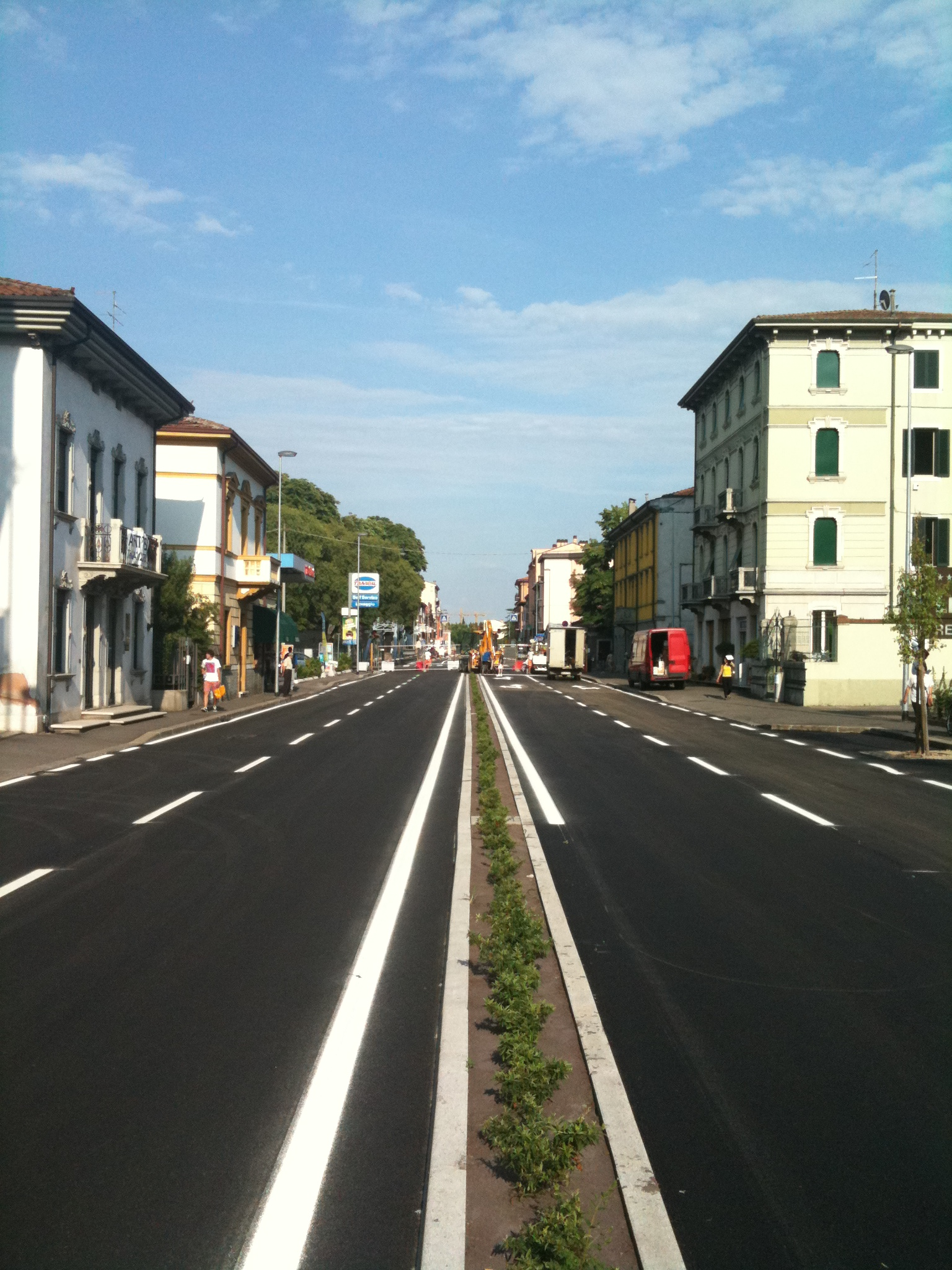
Corso Milano alla fine dei lavori, nel giugno 2011

Fu tra gli ultimi anni dell'Ottocento e i primi del Novecento che "fuori Porta San Zeno" iniziò il processo di trasformazione da zona rurale a quartiere urbano, nel quale successivamente si costituì e si innestò una nuova realtà parrocchiale. Agli inizi del Novecento Borgo Milano, già in fase di espansione edilizia e di sviluppo economico, faceva parte del Comune di San Massimo all'Adige. Quest'ultimo era a sua volta autonomo rispetto al Comune di Verona ed era dotato dei propri organi amministrativi e rappresentativi, ubicati alla Croce Bianca sulla provinciale verso Brescia. Il Comune di San Massimo aveva una superficie assai ampia (quasi 2.700 ettari), su cui vivevano circa 5.700 abitanti: si estendeva fino alla cinta muraria di Verona e comprendeva anche le tre zone abitate di Boscomantico (all'epoca già dotato del campo di aviazione militare), Chievo e Borgo Milano.
L'amministrazione comunale veronese già all'epoca del sindaco Antonio Guglielmi (1896-1907) propose di aggregare il Comune di San Massimo all'Adige a quello di Verona, ma il progetto non venne realizzato, soprattutto per le sopraggiunte e prioritarie questioni legate all'intervento italiano nella prima guerra mondiale. Fu solo nei primi anni del fascismo che tale passaggio ebbe luogo, nel periodo in cui a Verona era podestà Vittorio Raffaldi nel 1927.
L'attuale Borgo Milano è il risultato dell'ingrandimento continuo di tre nuclei abitati principali (...) si sviluppò subito dopo l'escavazione del Canale Camuzzoni (1883-1885). Dapprima si formarono i nuclei dei Tre Ponti e della zona Via Baracca - Via Manzoni; quindi il Villaggio Dall'Oca Bianca (anni 1930), il rione Catena (o dei Navigatori, dal 1960), il rione Stadio (dal 1970), il rione del Saval (dal 1975), mentre il Borgo Milano vero e proprio si estendeva gradatamente a sud della statale fino a raggiungere la massicciata ferroviaria.
Per quanto riguarda Borgo Milano, agli inizi del secolo si trattava ancora di un territorio costituito per buona parte da aree agricole, integrate da diversi laboratori artigianali e, nei decenni successivi alla prima guerra mondiale, da altre interessanti realtà economiche insieme alla produzione dei bachi da seta da parte delle famiglie contadine, che a tale scopo piantavano i gelsi, le cui foglie servono come nutrimento per i bachi: veri e propri filari di gelsi si potevano facilmente incontrare nei campi fra Corso Milano e via S.Marco.
Nel 1928 l'amministrazione attuò dei piani di edilizia popolare facendo sorgere le case per gli ex combattenti, realizzate dalla Federazione provinciale veronese in varie zone periferiche della città, mentre tra le opere pubbliche compiute dall'amministrazione rientrano le case ultrapopolari del 1930 costruite per i meno abbienti; questi palazzi erano sei edifici a tre piani con 104 alloggi di uno, due o tre locali dotati di impianto igienico, luce ed acqua.
Durante la seconda guerra mondiale il quartiere venne colpito dai bombardamenti, la prima bomba cadde nel 1943 all'angolo tra Corso Milano e via Manzoni provocando solo danni materiali. Il bombardamento del 4 gennaio 1945 colpì duramente l'intera città e nel quartiere fece 25 morti, la maggior parte caduti in un rifugio di via Manzoni.
Nel secondo decennio del XXI secolo nel quartiere sono state iniziate costruzioni di edifici ad uso abitativo innovativo, portando il quartiere ad essere uno dei luoghi più innovativi (dal punto di vista energetico, di impatto ambientale,..) dove poter costruire edifici nella città di Verona.

## Ritrovamenti archeologici
Nel 1996 furono rinvenuti in via Meneghetti, durante i lavori di posa di una fognatura, una lama di pugnale in selce. Gli studi hanno fornito indizi, tra cui la presenza di alcune ossa, per ipotizzare che il pugnale possa rappresentare il corredo di una sepoltura. L'oggetto è a forma di peduncolo denticolato, marcato da due profonde tacche laterali e da una tacca sulla punta, databile all'età del rame. Altri oggetti della stessa epoca furono rinvenuti nella zona della Spianà; gli oggetti erano schegge, lame e scarti di lavorazione, manufatti e nuclei a lamelle. In via San Marco è stata ritrovata una domus suburbana, cioè edifici, collegati a dei fondi rustici, dotati di ambienti residenziali con pavimenti a mosaico.

## Le ville/case storiche

### Casa Pirolo, corso Milano 64

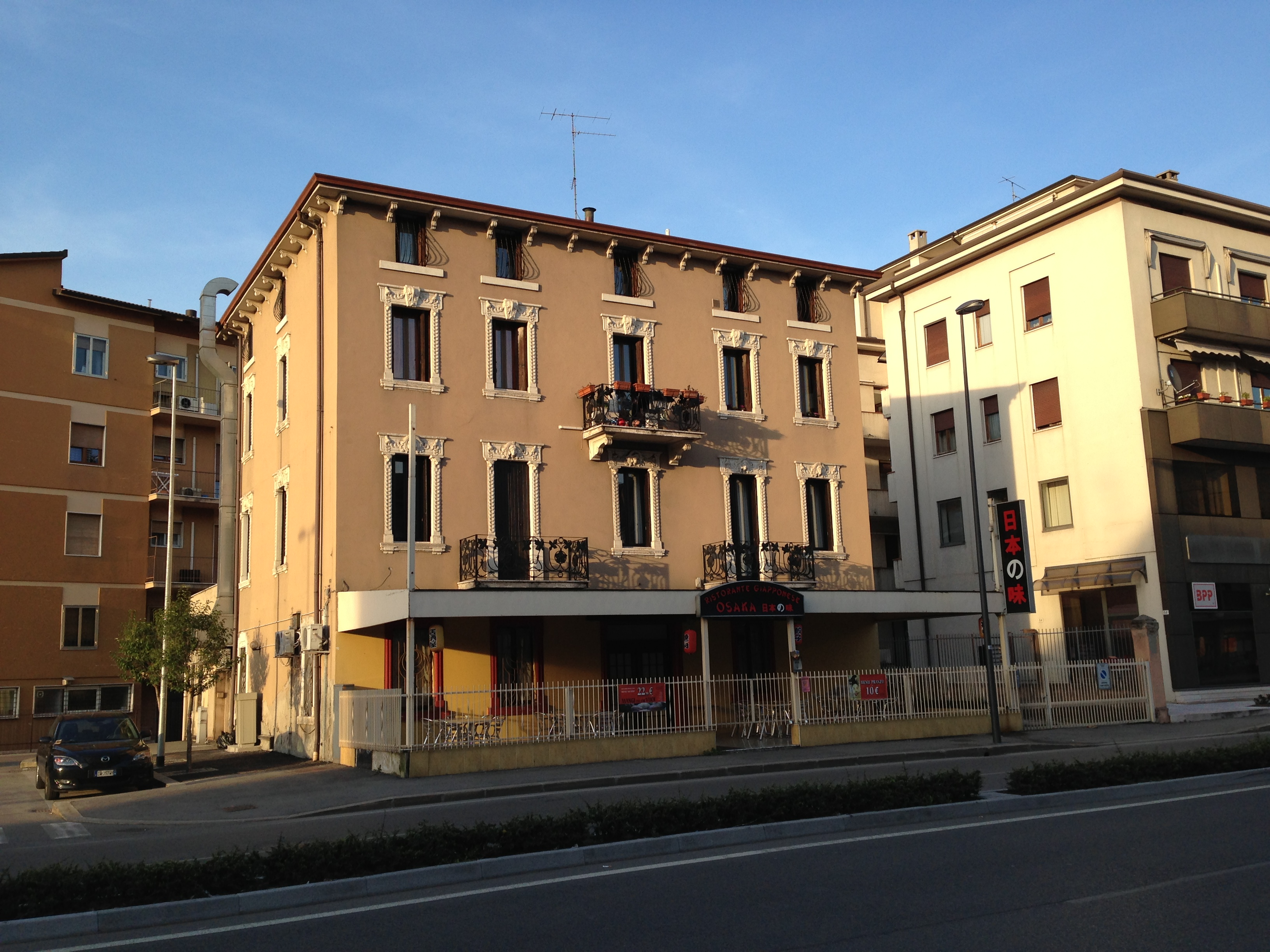
Casa Pirolo

L'edificio fu fatto costruire nel 1914 da Emilio Pirolo in Bottagisio e risultò tassabile dal 1º gennaio 1915, registrato dall'Ufficio distrettuale come "casa di cinque piani e ventuno vani". Nel 1954 i proprietari Poltretti adibirono i locali del piano terra ad uso bar, attualmente vi ha sede un ristorante giapponese.
Il prospetto principale, su tre piani fuori terra più il sottotetto scanditi da cinque assi di aperture. I due piani superiori presentano elementi strutturali e decorativi originali: tutte le cornici delle finestre hanno una ricca decorazione plastica con motivi a catena tenute nella parte superiore da una mano e, al centro del fastigio, testine femminili alternate a grandi foglie stilizzate. La ringhiera in ferro battuto del balcone del secondo piano lavorato è in gusto liberty.

### Casa Padovani, Corso Milano 127
L'edificio è di gusto tardocinquecentesco e fu fatto costruite nel 1937 da Emma Padovani su un'area cui precedentemente esisteva una corte con una stalla e una casa con bottega su due piani.
Il piano terra vede nel corpo rientrante di sinistra un piccolo portone d'ingresso preceduto da un portico sorretto da due colonne con capitello corinzio. Le finestre sono incorniciate da lesene e bancali con mensoline a voluta. Al primo piano c'è un elegante balcone con balaustra in pietra inframezzata da pannelli in ferro battuto lavorato; tutte le aperture di questo piano sono caratterizzate da importanti cornici aggettanti concluse da timpano spezzato e da bancali con mensole a voluta.
L'edificio è concluso con ampio sporto del tetto a cassettonicon rosetta centrale, sostenuto da ricchi mensoloni a voluta fitomorta..

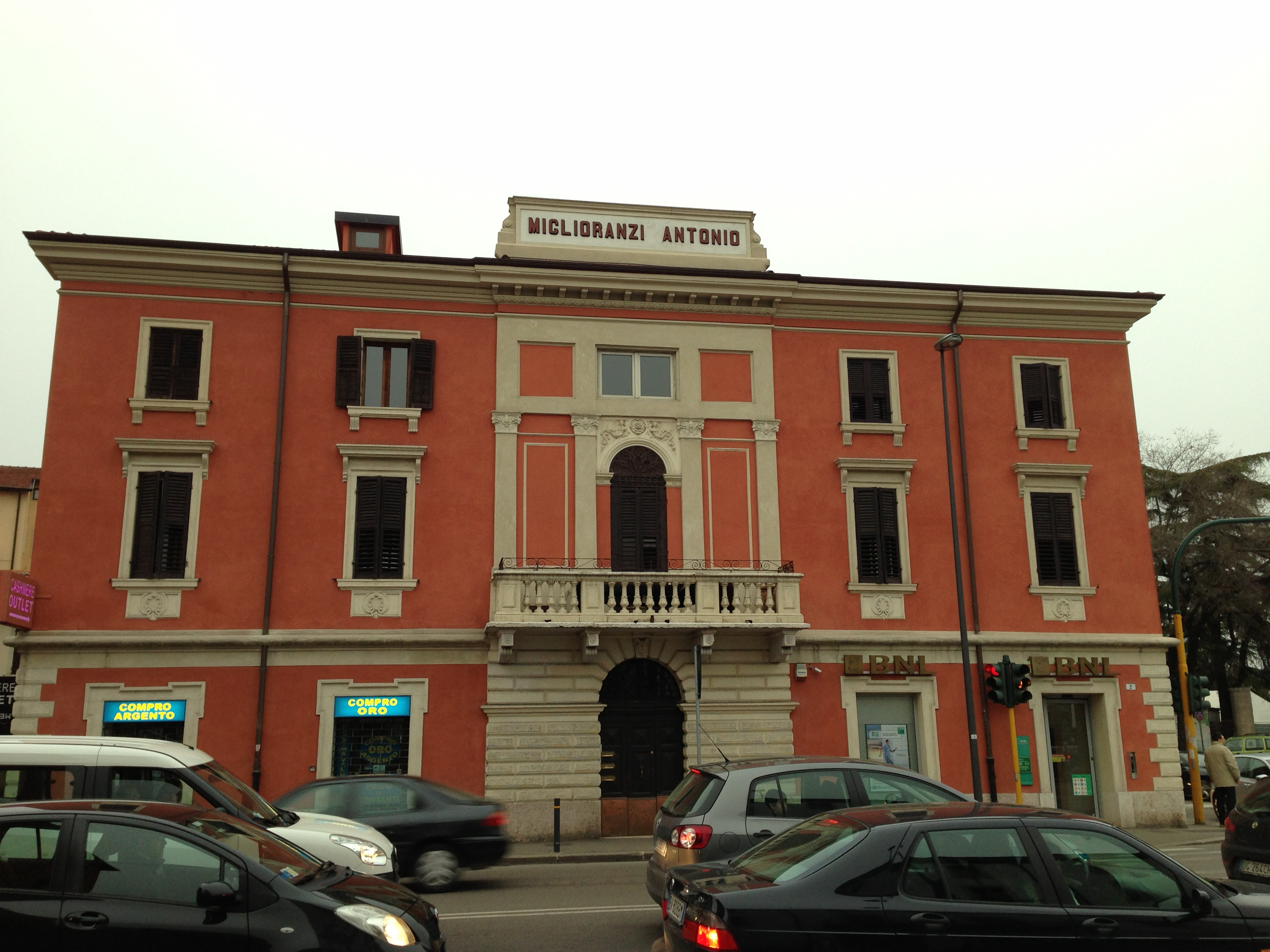
Casa Miglioranzi

### Casa Pavani-Miglioranzi, Corso Milano 2A-2E
Il palazzo sorge su un angolo tra corso Milano e viale Colombo, sin dal 1862 sorgeva un casotto in legno per la macellazione dei suini di proprietà di Antonio Miglioranzi.
Nel luglio 1903 venne abbattuto e al suo posto fu costruita una "casa di civile abitazione di quattro piani e ventiquattro locali" intestata alla moglie del Miglioranzi, Rosa Luigia Pavani. Nel cortile retrostante, nel 1910, venne costruita una tettoia ad uso magazzini, poi sopraelevata nel 1923 ricavandone una nuova abitazione di due piani e 15 locali.
Il prospetto principale del palazzo è caratterizzato da un corpo centrale reso più importante dalla partitura architettonica di gusto classico che incornicia le aperture dell'asse centrale.
Al piano terra si apre il portone d'ingresso ad arco con testa femminile in serraglia, sormontato dal balcone del primo piano con balaustrata neocinquecentesca in pietra. L'incorniciatura architettonica vede due lesene con ricco capitello e al secondo piano prosegue con riquadrature geometriche lisce.
I due corpi laterali, ad intonaco rossiccio, presentano aperture rettangolari sagomate al piano terra e al primo piano finestre con alta trabeazione aggettante fiancheggiata da volute e formelle plastiche al di sotto dei bancali con motivo a conchiglia.

### Via Alessandro Manzoni 18
La villa fu fatta costruire da Luigi Zaccaria nel 1914 e registrata come "casa di villegiatura" dal 1º gennaio 1915 su tre piani più sotterraneo e nove vani. L'edificio si presenta come sobrio ed elegante articolato in maniera dinamica in volumi diversi. Il prospetto principale si compone di due corpi di diversa altezza: quello di sinistra, su due piani, è caratterizzato da due assi di aperture binate e architravate, ripartite da una lesena, e dal portoncino d'ingresso, al pianoterra, a cui si accede da una breve scala con balaustrata classica in pietra, mentre quello di destra, a torretta, disposto su tre piani.
Un semplice decoro plastico geometrico ricorre come cimasa su tutte le finestre, mentre sotto l'ampio sporto del tetto corre una fascia pittorica floreale di gusto liberty..

### Viale Colonnello Galliano 59-61-63
Il palazzetto venne eretto nel 1928 da Luigi Ragno, titolare dell'impresa che lo costruì, su progetto di Francesco Banterle. Si presenta come un solido edificio in cui si combinano le principali varianti architettoniche e decorative di quel periodo. Il prospetto principale si compone di due corpi di fabbrica di altezze diverse: quello di destra, su due piani, si apre al pianoterra nel portico d'accesso al cortile interno.

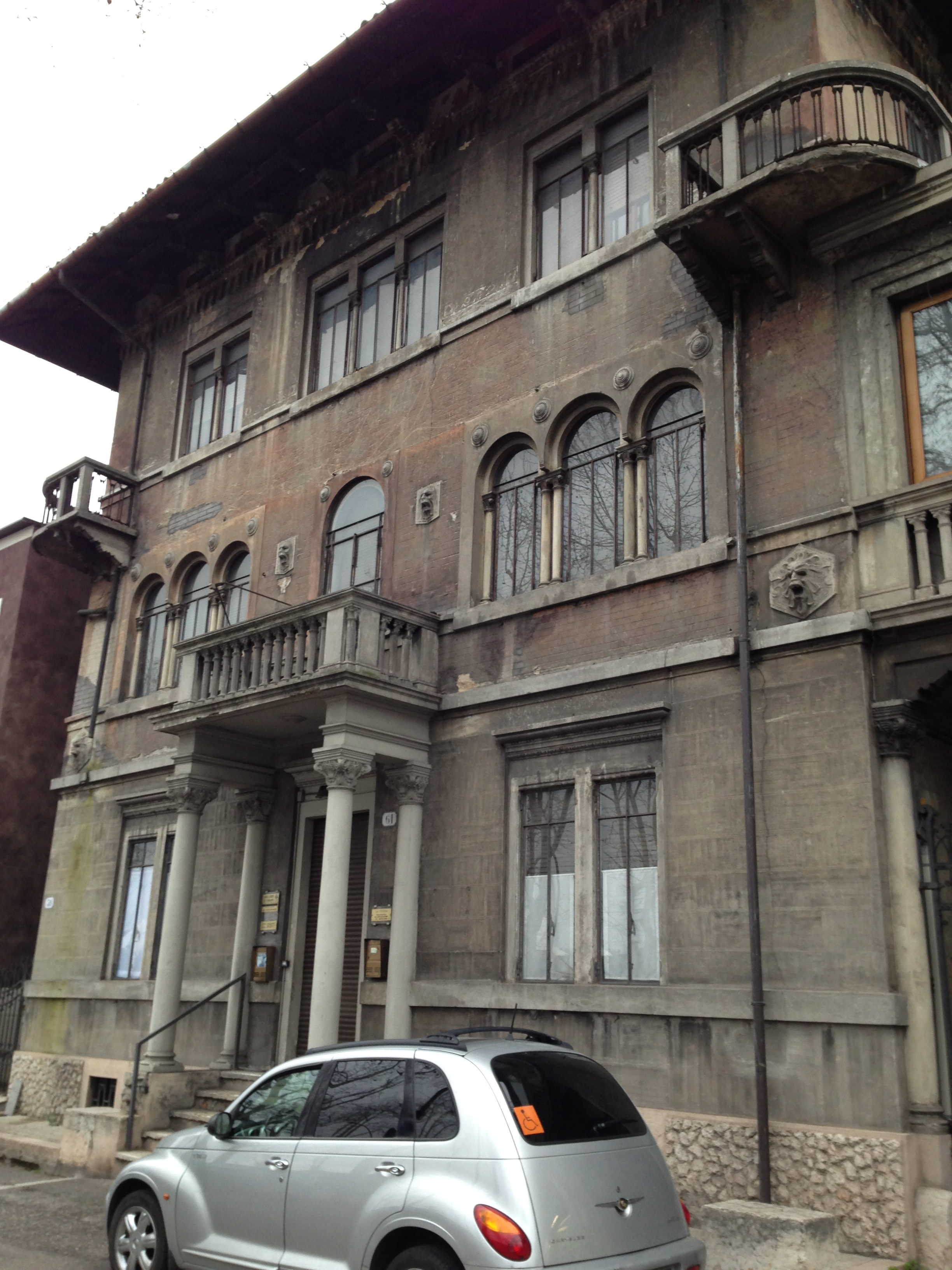
Palazzo Viale colonnello Galliano

Al centro del corpo di sinistra, disposto su tre piani, si apre il portone d'ingresso preceduto da un protiro a quattro colonne di gusto classico, sormontato da balcone con balaustrata in pietra.

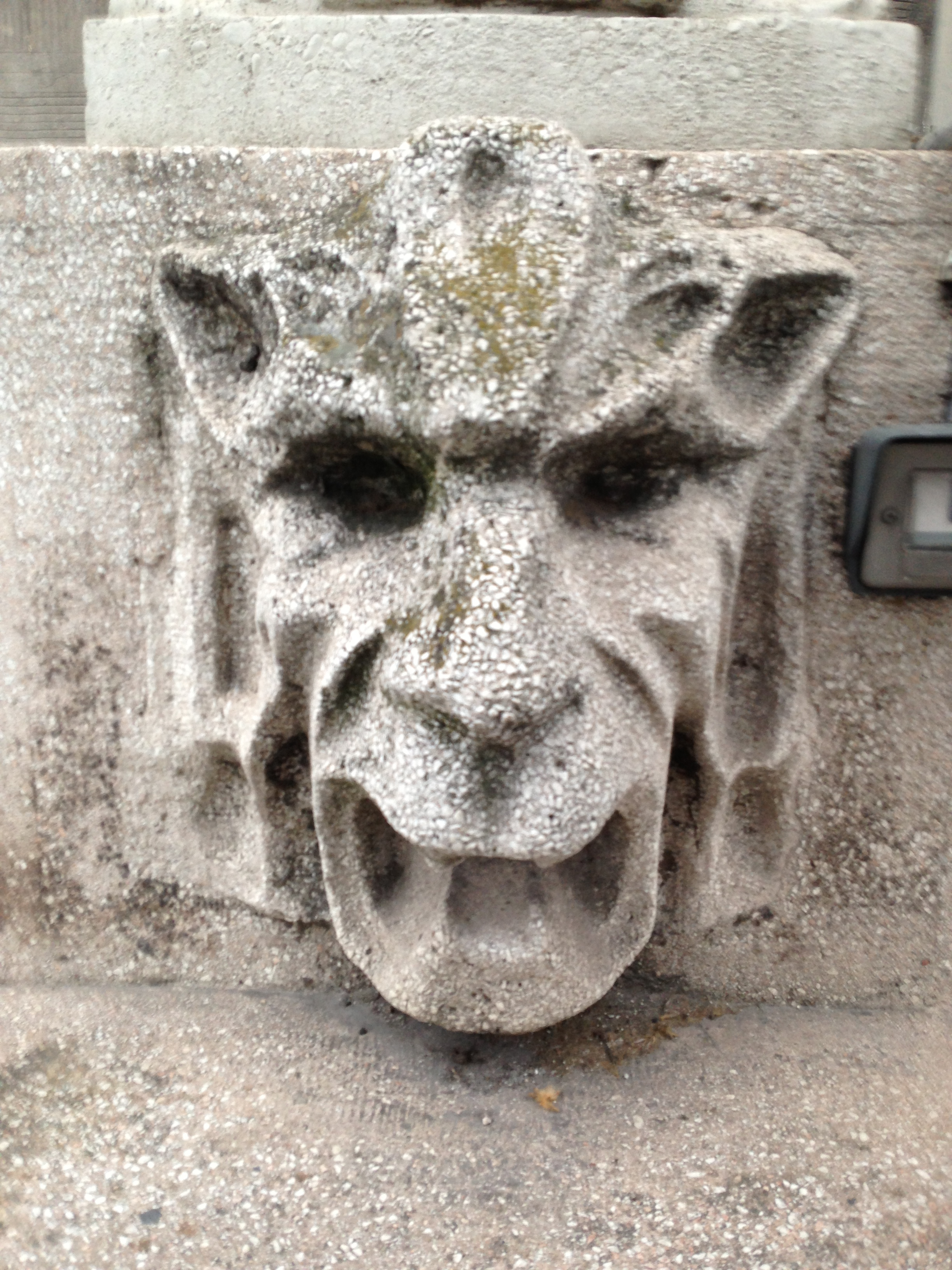
Decori testa leonina

Ci sono richiami all'arte rinascimentale come le due trifore ad arco al primo piano, ripartite da colonnine binate, ed i decori plastici a testa leonina presenti sul basamento delle colonne del protiro e alle estremità della doppia fascia marcapiano tra il pianoterra e il primo piano.
Ai lati del portone d'ingresso e al secondo piano si aprono semplici finestre architravate bi e tripartite e due balconi d'angolo ad andamento curvilineo più vicini al razionalismo.
Rimangono visibili le tracce della decorazione pittorica originale tra le finestre dell'ultimo piano; il tetto in legno ha una nota medievaleggiante con una fascia ad archetti e dal paramento murario a mattoni dei due piani superiori..

## Edifici innovativi - XXI secolo

### Via Manzoni 26
Da un villino è stato realizzato, grazie alle normative vigenti, un'architettura condominiale dall'aspetto fortemente contemporaneo. VAM 26, in via Manzoni al 26, è un progetto dello studio A.c.M.e., che già aveva sperimentato il paradosso della facciata-non facciata, grazie al gioco degli schermi metallici (in questo caso ripiegabili a libro) nel quartiere delle Golosine.
La sagoma dell'edificio, uno svettante parallelepipedo perpendicolare alla strada, appare in realtà come un Giano bifronte. A nord la facciata è una quinta muraria massiva, chiusa sia climaticamente che simbolicamente, con ridotte aperture a servizio di camere e locali accessori; solo le vetrate del corpo scala, posto in posizione baricentrica, si infittiscono verso il centro del prospetto. Le aperture sono concentrate nei fronti a giorno, schermate da pannellature in lamiera forata di alluminio che conferiscono unitarietà e leggerezza ai prospetti. Il volume compatto dell'edificio viene così smaterializzato, e appare da lontano ‘misterioso e altero’.
Un piano attico, letteralmente appoggiato in copertura, si apre a godere la vista conquistata al di sopra degli edifici adiacenti: solamente immaginabile, però, da chi percorrerà questa passeggiata urbana.

## Toponimi stradali
Il punto d'ingresso "classico" in Borgo Milano per chi viene dalla città è Porta S. Zeno e procedendo verso ovest si incontrano i primi toponimi "indigeni" come:
Via dei Ponti: la viuzza che fiancheggia il Canal Camuzzoni (o Industriale) e fa riferimento ai piccoli ponti che attraversano il corso d'acqua.
Altro punto d'ingresso di Borgo Milano è il Ponte Catena.
Corso Milano era denominato "la Provinciale" e dagli anni Trenta via Generale Andrea Graziani. In alcune stampe dell'Ottocento si nota oltre Porta San Zeno un piccolo tratto che indica una strada, con la breve indicazione: "strada per Brescia". Era un'informazione data probabilmente più per amore di precisione che per effettiva utilità, vista la rarità dei viaggiatori in un'epoca che per il turismo era ancora preistoria. Era dunque questo, in origine, corso Milano: semplicemente la "strada per Brescia", una strada in aperta campagna, fra campi coltivati e terra incolta, senza auto e probabilmente con rare carrozze, solo qualche carro e contadini a piedi.
Da ricordare che nel 1985 il comune di Verona ha modificato la numerazione delle case di tutto il corso, in modo tale che chi cercasse la numerazione originale dei palazzi storici si troverebbe in difficoltà senza conoscere questa nozione di toponomastica.
Il punto più interessante è quello della Spianà, versione veronese della voce italiana spianata, dal 1518 la Spianà raggruppava tutta la zona dalle rive dell'Adige fino all'attuale stazione di Porta Nuova.
Via Francesco Baracca e via Carlo del Prete (oggi via Guglielmo Bravo) erano soprannominate vie dei Marescialli, per le villette costruite per i marescialli dell'esercito.
Via del Fortino: riferimento al forte austriaco San Zeno.
Via Sogàre prende nome da un campo che fiancheggia e il luogo risulta attestato verso il 1840 (campo detto Le Sogare).
Via Sicilia, detta anche via Cavallara, fino a un secolo fa era denominata strada Cavalara indicava un sentiero percorribile solo a cavallo.

Uno dei palazzi caratteristici del Quartiere è la Torre Mazzi, costruita tra il 1969 e il 1973.

## Le cinque rotonde di Corso Milano
Nel marzo 2021, grazie ad un progetto all'interno di Ottomarzo Femminile Plurale 2021, con la collaborazione tra l'Assessorato alle Pari Opportunità del Comune di Verona, la Consulta delle Associazioni Femminili di Verona e il progetto Donne nella Storia di Verona, le cinque rotonde di Corso Milano sono state titolate a cinque donne vissute a cavallo del 1800 e 1900 a Verona che nella loro vita si sono distinte per gesti di valore civico e culturale: Margherita Pettenella, Delia Pollini Dal Negro, Maria Trabucchi Clementi, Eugenia Vitali Lebrecht e Clara Zoboli Boggian.
- Margherita Pettenella nasce nel 1904 a San Pietro di Morubio (Verona). Durante la Prima Guerra Mondiale la sua famiglia si trasferisce a Verona. Svolge per trent’anni il ruolo di segretaria diocesana dell’Unione Donne, nel secondo dopo guerra è figura di spicco dell’Azione Cattolica. Si impegna attivamente nella formazione delle giovani più povere e più sole. Presidente del comitato di Verona dell’ACISJF (Associazione Cattolica Internazionale Al Servizio Della Giovane) ha donato il proprio palazzo in via Pigna perché tale associazione, ancora lì operante, potesse accogliere ed aiutare le donne in difficoltà o disagio. Muore nel 1989.

- Delia Pollini Dal Negro nasce a Parma nel 1861. Dopo il matrimonio con il generale Enrico Dal Negro, residente a Verona dal 1863, fonda e dirige nel 1915, sull’esempio di Bologna, l’Ufficio Notizie per le famiglie dei militari di terra e di mare. Questo ufficio costituiva il punto di collegamento tra i soldati al fronte e le famiglie e, in base alle richieste, reperiva le notizie sui militari in guerra. Grazie al lavoro di Delia Pollini e delle donne volontarie, da lei coordinate, Verona dispone di un vastissimo Archivio storico a testimonianza dei caduti in guerra, consultabile ore, dopo il restauro, sul sito online dell’ex museo del Risorgimento. Muore nel 1917.

- Maria Trabucchi Clementi nasce a Verona nel 1909. Nel 1931 sposa Aurelio Clementi, dal quale avrà sei figli. Si occupa delle persone più vulnerabili , in obbedienza allo spirito dei Gruppi di Volontariato Vincenziano. Fonda nel 1945 il Centro Italiano Femminile a Verona. Tra le sue iniziative, La Casa di Carità di via Prato Santo, che diventa centro di accoglienza per le persone bisognose. Nel 1988 fa ristrutturare una casa dell’Ente Istituto Ragazzi Nostri a Quinzano per i poveri senza fissa dimora e dal 1992 gestisce il servizio Casa per studenti extracomunitari e provvede al loro mantenimento, anche a proprio carico. Muore nel 2005.

- Eugenia Vitali nasce a Ferrara nel 1858 da una famiglia ebrea, si trasferisce a Verona nel 1880 in seguito al matrimonio con Guglielmo Lebrecht. Eugenia è una donna colta e appassionata di teatro che intrattiene relazioni a livello nazionale e internazionale e si dedica allo studio della letteratura, della poesia e della filosofia con finalità politiche. In particolare ama Ibsen, che ritiene «il solo realizzatore del verbo femminile nella sua più alta espressione d’indipendenza spirituale. Colui che più di ogni altro ha colto l’urgenza nella donna di una maggiore indipendenza morale e sociale perché oggi ella si accorge di vivere, sente di essere un pensiero, una energia, un ritmo, e come tale chiede rispetto per le sue azioni, dignità per il suo lavoro, sia questo lavoro famigliare, industriale o intellettivo». Nel 1907 è la quarta donna ammessa nella Società Letteraria, la più prestigiosa delle istituzioni culturali di Verona. È protagonista del rinnovamento educativo e si impegna per i diritti delle donne e della filantropia laica. Muore nel 1930.

- Clara Zoboli Boggian nasce nel Modenese nel 1887, si trasferisce a Verona e diviene, dagli anni Trenta, col marito Umberto, un’importante promotrice della vita culturale della città fino agli anni sessanta. Il celebre salotto Boggian offre agli ospiti la presenza di letterati e soprattutto di alcuni dei più famosi concertisti internazionali dell’epoca. Il suo amore per la musica la spinge a disporre che, dopo la sua morte, l’intero Palazzo Boggian resti alla città in perpetuo uso delle attività didattiche, musicali e culturali dell’allora Liceo musicale; ed ancora oggi il Palazzo Boggian è sede succursale del Conservatorio. Muore nel 1964.

## Architetture religiose
- Santa Maria Immacolata costruita nel 1939 e riedificata nel 1946 su progetto dell’architetto Francesco Banterle, a seguito di un bombardamento nel 1944 durante la Seconda guerra mondiale[12].
- San Domenico Savio costruita nel 1985.

## Piazze
L'unica piazza è quella dedicata ai Marinai d'Italia, il nome le è stato attribuito nel 1998.

## Monumenti

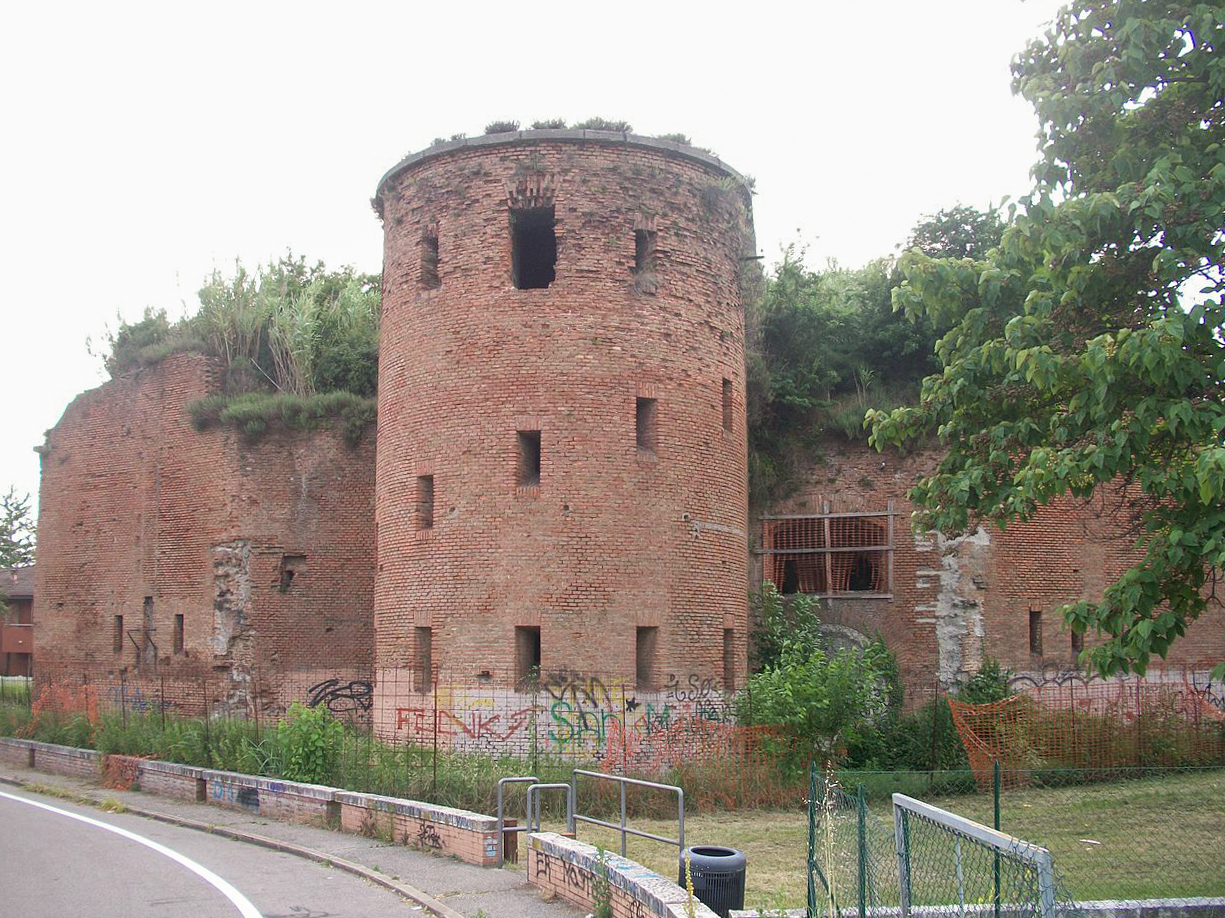
Il forte di San Zeno, da notare la costruzione in muratura.

Tra i pochi monumenti storici che annovera il quartiere è da nominare il Forte San Zeno costruito durante la dominazione austriaca tra il 1848 e il 1859 e, purtroppo, in stato di abbandono.

## Istruzione
- Scuola dell'infanzia Bottagisio
- Scuola elementare Giovanni Uberti.
- Scuola elementare Antonio Vivaldi.
- Scuola media Aldo Fedeli.
- Scuola superiore - Istituto San Zeno.
- Scuola superiore - Istituto Don Calabria.

## Demografia
Dall'ultimo censimento nazionale ISTAT del 2011 è stato rilevato che la popolazione del quartiere ammonta a 43.443 persone, di cui 23.123 femmine e 20.920 maschi, con un aumento di 1842 persone rispetto al censimento precedente del 2001.
Il censimento nazionale ISTAT del 2001 registrava Borgo Milano tra i quartieri più popolati, con una concentrazione del 16% della popolazione veronese e una densità, nel 2004, di 45,94 abitanti per ettaro. L'età media della popolazione è di 44 anni.

## Sport
Le squadre di Calcio sono due:
- L'US San Marco Borgo Milano nella zona della parrocchia Maria Immacolata.
- Il PGS Concordia nella zona di San Domenico Savio.

## Carnevale - Re Sole
La maschera di carnevale di Borgo Milano è il Re Sole, nato negli anni '70 del secolo scorso.